# 百器徒然袋――雨
『百器徒然袋――雨』（ひゃっきつれづれぶくろ あめ）は、講談社から刊行されている京極夏彦の妖怪探偵小説集。百鬼夜行シリーズ「番外編」となる3作品を集めた中編集。タイトルは鳥山石燕の画集『百器徒然袋』から採られ、題材となる妖怪も同著から取り入れられている。

## 出版経緯
- 1999年（平成11年）11月 講談社ノベルスより探偵小説『百器徒然袋――雨』刊行。
- 2005年（平成17年）9月『百器徒然袋――雨』が講談社文庫より刊行。
- 2008年（平成20年）5月『薔薇十字探偵 1』〈講談社MOOK ペーパーバックスK〉より刊行。
  - 『百器徒然袋――雨』より「鳴釜」のみ収録、表紙イラストレーション：小畑健。
- 2010年 （平成22年）1月『爆裂薔薇十字探偵』』〈講談社MOOK ペーパーバックスK〉より刊行。
  - 『百器徒然袋――雨』より「瓶長」のみ収録、表紙イラストレーション：小畑健。

## 概要
「百鬼夜行シリーズ」では脇役の位置におかれていた登場人物・榎木津礼二郎を主人公とした中編集である。榎木津が大暴れして事件を破壊する というのが作品の主な流れ。同シリーズから他に中禅寺秋彦や関口巽、木場修太郎らも登場する。掲載作品の時系列は『陰摩羅鬼の瑕』の直前から『邪魅の雫』の後にあたる。
2004年には、続編の『百器徒然袋――風』が刊行される。
ABCラジオ（朝日放送）をキーステーションにして『百器徒然袋』の題でラジオドラマが放送された。
2009年、秋号の『コミック怪 vol.8』から志水アキによりコミック化され連載されている。

## 主な登場人物
「僕」
一連の物語の語り部。常にその場しのぎの名で呼ばれて、本名が出てくるのは巻末になってからである。
築30年の文化住宅に住む23歳の青年。淀橋にある電気配線工事会社の職員で、以前は施工をしていたが、屋根から転落して腰を強打した後遺症により高所作業が難しくなり、図面引きに転職した。極めて平凡な人物であり、かなり鈍感。
姪の一件を解決してもらう為、怪我で湯治をしていた頃に知り合った大河内の紹介で薔薇十字探偵社を訪れ、鳴釜事件後も様々な事情から事件に巻き込まれる。
榎木津 礼二郎（えのきづ れいじろう）
薔薇十字探偵社の天衣無縫な探偵。他人の記憶が視えるという特殊体質を持ち、世間的には名探偵として知られるが、調査も捜査も推理もしない。
安和 寅吉（やすかず とらきち）
薔薇十字探偵社の給仕兼秘書。通称「和寅」（かずとら）。
益田 龍一（ますだ りゅういち）
薔薇十字探偵社の探偵助手。榎木津の「下僕」の一人で、一般的な探偵業務を担当する。卑怯が身上で、そのせいか榎木津には酷いあだ名ばかり付けられる。
中禅寺 秋彦（ちゅうぜんじ あきひこ）
憑物落としの古本屋。榎木津の数少ない下僕ではない友人。

## 鳴釜 薔薇十字探偵の憂鬱
電機配線の図面引きを生業とする「僕」は姉の娘・早苗が輪姦され、妊娠した事を知る。告訴しようにも相手は政治高官とその取り巻きの息子達で門前払い。八方塞がりの中、知り合いの大河内から探偵・榎木津礼二郎を紹介される。

### 登場人物
早苗（さなえ）
｢僕」の姪。18歳。15歳離れた一番上の姉の娘なので、姪というよりは妹のように可愛がられていた。
住み込みのメイドとして櫻井邸で働いていたが、昭和27年の秋に櫻井哲哉を中心とする集団に輪姦されて妊娠、一度は苦悩して自殺未遂したものの、娘を出産する。
櫻井 哲哉（さくらい てつや）
通産省級官僚である櫻井十蔵の一人息子。日本人離れした容貌の二枚目で、剣術を嗜むだけあって躰つきも逞しい。容姿や学歴や外面はいいが、父親の権力を笠に着たやりたい放題の我がままな青年。
殿村 健吾（とのむら けんご）、江端 義三（えばた よしぞう）、今井 三章（いまい みつあき）
哲也の取り巻き。今井と江端の父親は通産省の下級官僚で、殿村の父親は十蔵と繋がりのある会社の社長。いずれの親も重蔵に頭が上がらない立場のため、哲哉のご機嫌取りでもあり、悪い遊び仲間。
久我 光雄（くが みつお）
哲也の取り巻き。十蔵と繋がっている久我電子工業の社長令息で、やはり親のために哲哉に従っていたが、早苗への暴行事件から他の取り巻きとは違った立場になる。経営難で特許が降りるかどうかに会社の存亡がかかっている。
篠村 精一郎（しのむら せいいちろう）
代議士。大学の学長のような印象を与える知的な風貌の初老で銀髪の紳士。立場上素振りは見せられないが縁起を担ぐ質で、自信を得て安心して仕事をするために占いを頼りにしている。
『塗仏の宴』に登場した華仙姑処女の占いの常連客で、占いの結果に従い娘の美弥子と哲哉を政略結婚させる気でいる。廃業した華仙姑の兄弟子だと云う15代目果心居士に縁談が不幸を齎す可能性があると告げられ、吉凶を占うべく釜鳴りの神事を執り行うことを決める。
篠村 美弥子（しのむら みやこ）
篠村精一郎の娘で櫻井哲哉の婚約者。19歳。乗馬長刀お茶お花、3箇国語を話すと云う国際派の才媛。気が強く聡明で、自分の立場については達観しており、政治家の娘として気丈に政略結婚を受け入れている。
『今昔百鬼拾遺 天狗』にも登場。
熊沢 金次（くまざわ きんじ）
50代の力の強いオカマ。通称「金ちゃん」。外見は完全なるおっさんでオネエ言葉で話す。明るく、相当に打たれ強い。
『今昔百鬼拾遺 天狗』にも登場。
櫻井 十蔵（さくらい じゅうぞう）
通商産業省の官房次官。権力を傘にあくどいことも色々としている。
鳥口 守彦（とりぐち もりひこ）
カストリ雑誌の記者。榎木津には下僕扱いされている。今回も榎木津を手伝いつつ、本業も遂行する。

## 瓶長 薔薇十字探偵の鬱憤
鳴釜事件の礼を言いに薔薇十字探偵社を再び訪れた「僕」。しかし、榎木津は父親から「青磁の甕（かめ）」と、ペットの「亀」を探しだすことを頼まれてご機嫌斜め。憑物落とし・中禅寺秋彦が別件で関わっているという「赤坂の壺屋敷」に「僕」は独断で向かう。

### 登場人物
山田 スエ（やまだ スエ）
与治郎の孫娘。与治郎亡きあと、赤坂区一ツ木町にある壷屋敷にひとり暮らす陰気な女性。32歳だが、顔色が悪く化粧気もない疲れ果てた様子で、どう見ても40歳以上に見える。
針子の内職をして懸命に稼いだが、全部壺に化けて借財が膨れ上がり、大戦中も含め15年も祖父に奉仕することだけを強いられ生きてきたと云う。壷をおそれて、仕立ての顧客だった杉浦美江からの紹介で、中禅寺に憑物落としを依頼する。
山田 与治郎（やまだ よじろう）
スエの祖父。父親の代にお茶の栽培で財を為した。壺の偏執狂として知られ、古今東西玉石混交、目にした壺と云う壺、瓶と云う瓶を買い漁り、部屋と云わず庭と云わず陳列している。
山田長政から姓を戴いたと云う伊賀がルーツの元下級士族で、長政の献上品を運ぶ役目の責任者だったとされ、将軍から砧青磁の大甕を下賜されたと伝えられる。家宝の大甕を隠すために二束三文の壺を大量に買い集めるようになり、戦前は骨董の競売が立つと必ず顔を出し、壷や瓶の類が出品されれば無理をしても必ず買ったことで有名だった。昔はかなりの資産を持っていたが、道楽が祟って今では方々に借金が残っている。スエの父である息子の嶌夫が死んだ直後から、壷を収集しはじめ、屋敷とその地所を壷で埋め尽くして昭和28年の夏に亡くなった。
山田 頼為（やまだ よりため）
与治郎の弟だが、生前の兄とは仲が悪かった。大変な借財をして兄に金の無心をしたが断られ、当主となる長男以外は触れられない壺を奪おうと白波を雇い、実家で盗みを働かせた。
山田 嶌男（やまだ しまお）
スエの父。父・与治郎を反面教師にして育った所為か堅実な性格だったらしく、商事会社に勤めていたが、町人の下働きをしていると酷く嫌われた。女癖が悪く、スエの母である本妻の他にも外に女を作り、子供を産ませている。昭和13年9月、家に入った強盗と揉み合いになり刺殺される。
雲井 孫吉（くもい まごきち）
狸穴にある大きな茶道具屋「陵雲堂」の店主。吉田茂を紅茶で煮詰めたような顔をしている。中々の鑑定眼を持つ達人で経験も豊富なのだが、守銭奴なことでも評判で、詐欺容疑が掛かっている。山田邸の膨大な数の壷の中にあるはずの値打ち物の壷を手に入れようと目論んでいる。
木原 正三（きはら しょうぞう）
スエの異母兄弟。麻布在住の26歳。ヤミ米を捌いている闇屋で、下手な金持ちより金回りは良い。
山田家を訪れて壺を要求する。
千姫（せんひめ）
榎木津元子爵が飼っている銭亀。亀とは思えない程素早い。赤坂の料亭から脱走して行方不明になる。
京花（きょうか）
凌雲堂に囲われている芸者。一ツ木町に妾宅を与えられている。自宅で脱走中の千姫を目撃した。
おタネ
京花の妾宅の下働き。おかっぱ頭の小娘。少々調子が外れていて、榎木津の美貌が通じない。
峰岸（みねぎし）
麹町で町金融「峰岸金融」を営む男。与治郎が方々に作った債権を一本化し、借金総額を水増しした悪徳金融業者。
今川 雅澄（いまがわ まさすみ）
古物商「待古庵」の店主。榎木津の海軍時代の部下。榎木津に事務所に呼び付けられて、泰日通商協定の締結のために砧青磁の甕を探すよう命じられる。
木場 修太郎（きば しゅうたろう）
見た目がヤクザまがいな刑事。麻布署捜査一係に左遷される。榎木津の幼馴染。行方不明になった千姫の捜索のために榎木津に呼び付けられる。

## 山颪 薔薇十字探偵の憤慨
紙芝居描きを生業とする幼馴染の近藤から「新作の参考にしたい」と榎木津への取材を依頼される「僕」。とりあえず、中禅寺秋彦の元に向かったのだが、彼はかつての事件で関わった僧から自分のいない間に友人の僧に関して不可解な状況が生じていると相談されていた。その上、その人物がいた寺は現在一種の美食倶楽部の会場と化しているらしい。一方、榎木津は依頼であるペットのヤマアラシ捜索に奔放するうちに寺の一件にたどりつくことになる。

### 登場人物
桑田 常信（くわだ じょうしん）
臨済宗の僧侶。『鉄鼠の檻』の事件を経て箱根山の寺を降り、英生を兄弟子に任せて鉄信と共に越後の寺へ入山し、今は全国を回る役割を任される。知り合いになった中禅寺を訪ねてきた。18年ぶりに連絡を取った旧友の古井亮沢の去就に疑問を持ち、榎木津に調査を依頼する。
杉山 鉄信（すぎやま てっしん）
僧侶。常信の行者。『鉄鼠の檻』で登場した杉山哲童が名を改めた。
古井 亮沢（ふるい りょうたく）
町田南村の禅寺「大正山根念寺」の跡取りの僧侶。常信の旧友で、同じ昭和元年に得度を受け出家した、有体に云うと同期の僧侶。勉強熱心で地味な性格で、父の美術品蒐集を必要以上に嫌悪していた。復員後、父とともに寺を「薬石茶寮」として美食倶楽部化した。作る過程の苦労を見せて先入観を持たせるのはフェアではないと、一切の取材を断っている。
古井 亮順（ふるい りょうじゅん）
「大正山根念寺」の住職で亮沢の老父。中々強かな禅匠で、禅者と云うより通人だったとされ、骨董などの美術品の蒐集家でもあった。書道や華道や茶道を良く嗜み、戦前は善く地元民を集めては茶会などを催し、戦後は質素な精進料理の賞味会とセットで法話を行い禅の心を広げていた。だが、亮沢が復員した昭和23年より布施山人と称して薬石茶寮を催し、境内の中で懐石薬膳江戸料理を振る舞うようになり、一切外に出ず料理研究に凝って大昔の料理の再現に没頭している。
木俣 源伍（きまた げんご）
戦前から古美術の盗みを働いていた美術品窃盗団の首領。窃盗での逮捕歴もあり、開戦直後には強盗傷害で指名手配になっていたが、極悪非道と云うには程遠い、妙に洒脱な面を持った親分肌の男だった。
木俣 総司（きまた そうじ）
木俣源伍の息子。父親譲りの小悪党で、逮捕歴もある。亮沢と同じ船で復員した。
椛島 二郎（かばしま じろう）
薬石茶寮の食材の仕入れ担当者の元板前。45、6歳程で、目つきが厳しく怖い顔の苦行僧を思わせる中年男性。
伊佐間 一成（いさま かずなり）
釣堀屋の親爺。薬石茶寮で提供する魚を時折釣り堀で預かっている。
河原崎 松蔵（かわらさき まつぞう）
榎木津信者の警察官。伊豆の一件で稲荷坂派出所勤務に降格転任した。講談に出て来る勤王の志士のように浪花節な男。伊豆で共闘した榎木津に惚れ込み、真顔で神と断言する程心酔している。
関口 巽（せきぐち たつみ）
「ついてない」小説家。榎木津と中禅寺に引っ張り出されて酷い目にあう。
藤堂 公丸（とうどう きみまる）
元伯爵。榎木津の父の榎木津幹麿元子爵の知人。美術品とともに盗まれたペットの「ヤマアラシ」の捜索を薔薇十字探偵社に依頼する。
近藤（こんどう）
紙芝居の絵師。「僕」の友人。

## 漫画
志水アキにより漫画化された。『百器徒然袋――雨』に収録されている3作と『百器徒然袋――風』に収録されている「五徳猫 薔薇十字探偵の慨然」までは「コミック怪」で、「雲外鏡 薔薇十字探偵の然疑」「面霊気 薔薇十字探偵の疑惑」の2作は「月刊Asuka」で連載された。

### 書誌情報
角川書店、怪COMICより発売。全6巻。
1. 「鳴釜 薔薇十字探偵の憂鬱」2011年2月24日発行 ISBN 978-4-04-854597-6
2. 「瓶長 薔薇十字探偵の鬱憤」2011年10月24日発行 ISBN 978-4-04-854700-0
3. 「山颪 薔薇十字探偵の憤慨」2012年10月24日発行 ISBN 978-4-04-120476-4
4. 「五徳猫 薔薇十字探偵の慨然」2013年10月24日発行 ISBN 978-4-04-120867-0
5. 「雲外鏡 薔薇十字探偵の然疑」2014年12月26日発行 ISBN 978-4-04-102295-5
6. 「面霊気 薔薇十字探偵の疑惑」2015年6月26日発行 ISBN 978-4-04-103413-2